# Lena Olin
Lena Maria Jonna Olin, född 22 mars 1955 i Oscars församling i Stockholm, är en svensk skådespelare.

## Biografi

### Uppväxt
Lena Olin är dotter till skådespelarna Stig Olin och Britta Holmberg samt yngre syster till sångaren Mats Olin och Per Olin som dog i cancer 1960, 10 år gammal.. På grund av föräldrarnas yrke tillbringade hon mycket tid vid teatern. Uppväxten var privilegierad men även präglad av omtumlande familjehändelser.
Ingmar Bergman var en nära vän till Lena Olins föräldrar och närvarade under hennes uppväxt. Han har beskrivit henne som "en stark, vacker och levande person, häftigt emotionell, ibland kaotisk, utrustad med ett stabilt och väl fungerande bondförstånd".

### Tidigt liv och utbildning
I likhet med sin bror ägnade hon i unga år åt musik. Hon hade redan 1970 upptäckts av Stikkan Anderson, men det dröjde till 1975 innan hon gav ut singeln Sommarbrevet (Jag skrev ett brev)/Människors glädje (Polar POS 1211). År 1974 blev hon först tvåa i skönhetstävlingen Fröken Sverige och sedan utnämnd till vinnare av Miss Scandinavia.[källa behövs]
Olin utbildade sig vid Statens scenskola i Stockholm 1976–1979. Enligt Olin uppmuntrade Bergman henne att söka. Efter examen arbetade hon under ett decennium på Dramaten i Stockholm (1980–1991) där hon medverkade i bland annat i Shakespeares Kung Lear (också spelad på världsturné), August Strindbergs Ett drömspel och (mot Peter Stormare i) Fröken Julie (alla i regi av Ingmar Bergman),  Michail Bulgakovs Mästaren och Margarita, Carlo Goldonis Två herrars tjänare, Shakespeares En midsommarnattsdröm och i Lars Noréns Nattvarden.

### Karriär
Hennes genombrott på film kom med Ingmar Bergmans tv-film Efter repetitionen (1984) där Bergman specialskrev en av huvudrollerna för Olin. Dessförinnan hade hon även medverkat i en mindre roll i Fanny och Alexander och haft en roll i Hasseåtages film Picassos äventyr. Rollen i Efter repetitionen gjorde att Olin fick uppmärksamhet internationellt och ledde senare till rollen som Sabina i Varats olidliga lätthet (1988) som kom att bli Olins stora internationella genombrott. För filmen Fiender, en berättelse om kärlek blev hon nominerad till en Oscar och mottog New Yorks filmkritikers pris 1989. Hon spelade mot Robert Redford i Sydney Pollacks Havanna, mot Richard Gere i Mr. Jones och mot Gary Oldman i Romeo is Bleeding. Men hon tackade nej till Sharon Stones roll i Basic Instinct 1992.
Sedan hon gift sig med Lasse Hallström 1994 och de flyttade till USA har Olin medverkat i en del större Hollywood-filmer som Roman Polanskis The Ninth Gate, där hon spelar mot Johnny Depp, United States of Leland, Hollywood Homicide och The Reader. Hon fick också Ingmar Bergmanpriset 1980. Sin kanske mest populära framgång fick Olin när hon 2002 tackade ja till sin första roll inom tv-branschen i USA: rollen som Irina Derevko i spionserien Alias. Serien blev en tittarsuccé inte bara i USA, utan även i stora delar av Europa. För rollen fick hon också en Emmy-nominering för Best Supporting Actress 2003. Olin har även medverkat i mindre roller i två av makens filmer:  Chocolat och Casanova.
År 2012 medverkade hon i Robert F. Kennedy Center for Justice & Human Rights internationella kampanj för mänskliga rättigheter och spelade tillsammans med Dramaten-skådespelare och Martin Sheen Ariel Dorfmans pjäs Mod utan gränser / Speak Truth to Power: Voices From Beyond the Dark på Dramaten. Pjäsen bygger på intervjuer av 50 olika överlevande offer och förkämpar för mänskliga rättigheter runt om i världen samt på en bok av Robert Kennedys dotter Kerry Kennedy. Den 19 februari 2014 medverkade hon i en uppmärksammad specialuppläsning av pjäsmanifestationen i Europaparlamentet i Bryssel. Det skedde tillsammans med de amerikanska skådespelarna Dennis Haysbert och Dylan Bruno samt Europaparlamentariker från olika länder. Denna gång tillägnades den den  i Eritrea fängslade svenske journalisten Dawit Isaak.
Hon var sommarpratare i radioprogrammet Sommar i P1 på Sveriges Radio P1 2007 och 2015. I det sistnämnda berättade hon då om, att hon under tidig barndom förlorade sin bror Per och om hennes far som blev svårt handikappad, två trauman som påverkat hela hennes liv.
År 2018 var hon modell i Kappahls reklamkampanj. Lena Olin läste Nyårsklockan i SVT 2022.
I Lasse Hallströms film Hilma (2023) porträtterar Olin konstnären Hilma af Klint. Hallström och Olins gemensamma dotter Tora Hallström spelar rollen som af Klint i unga år. Inför Guldbaggegalan 2024 nominerades Olin till sin första guldbagge i kategorin Bästa kvinnliga huvudroll för sin insats i Andra akten.

### Familjeliv
Olin träffade regissören Lasse Hallström 1990 och är sedan 1994 gift och bosatt med honom i Bedford utanför New York i USA och utanför Stockholm. Tidigare levde hon under flera år tillsammans med skådespelaren Örjan Ramberg. Hon har en son med Ramberg och en dotter med Hallström.

## Filmografi (i urval)
- 1976 – Ansikte mot ansikte
- 1977 – Friaren som inte ville gifta sig (TV-film)
- 1978 – Picassos äventyr
- 1980 – Kärleken
- 1982 – Gräsänklingar
- 1982 – Fanny och Alexander
- 1982 – Som ni behagar (tv-film)
- 1984 – Efter repetitionen (TV-film)
- 1985 – Wallenberg: A Hero's Story (TV-film)
- 1986 – Flucht in den Norden
- 1986 – Glasmästarna
- 1986 – På liv och död
- 1987 – Friends
- 1987 – Komedianter (TV-pjäs)
- 1988 – Varats olidliga lätthet
- 1989 – S/Y Glädjen
- 1989 – Fiender, en berättelse om kärlek
- 1990 – Havanna
- 1990 – Hebriana (TV-film)
- 1993 – Romeo Is Bleeding
- 1993 – Mr. Jones
- 1995 – The Night and the Moment
- 1997 – Night Falls on Manhattan
- 1998 – Polish Wedding
- 1998 – Hamilton
- 1999 – Mystery Men
- 1999 – The Ninth Gate
- 2000 – Chocolat
- 2001 – Ignition
- 2002 – Alias (TV-serie)
- 2002 – Queen of the Damned
- 2002 – Darkness
- 2003 – The United States of Leland
- 2003 – Hollywood Homicide
- 2005 – Bang bang orangutang
- 2005 – Casanova
- 2007 – Awake
- 2008 – The Reader
- 2010 – Remember Me
- 2012 – Devil You Know
- 2012 – Hypnotisören
- 2013 – Night Train to Lisbon
- 2014–2015 – Welcome to Sweden (TV-serie)
- 2017 – Tillsammans med Strömstedts (TV-serie)
- 2019 – The Artist's Wife
- 2020 – Se upp för Jönssonligan
- 2020–2023 – Hunters (TV-serie)
- 2022 – Andra akten
- 2022 – Hilma

## Teater

### Roller
| År   | Roll                 | Produktion                                                | Regi             | Teater                   |
| ---- | -------------------- | --------------------------------------------------------- | ---------------- | ------------------------ |
| 1980 | Pliant + Drugger     | Alkemisten Ben Jonson                                     | Staffan Roos     | Dramaten                 |
| 1981 | Eglé                 | Paradisbarnen Staffan Roos efter P.C. Marivaux La dispute | Staffan Roos     | Dramaten (urpremiär)     |
| 1982 | Mary                 | Juno och påfågeln Sean O'Casey                            | Bo Widerberg     | Dramaten                 |
| 1982 | Amanuensen + Flickan | Stort och smått Botho Strauss                             | Barbro Larsson   | Dramaten                 |
| 1982 | Clarice de Bisognosi | Två herrars tjänare Carlo Goldoni                         | Per Sjöstrand    | Dramaten                 |
| 1983 | Rose                 | Chikanen Edward Bond                                      | Peter Luckhaus   | Dramaten                 |
| 1984 | Cordelia             | Kung Lear William Shakespeare                             | Ingmar Bergman   | Dramaten + världsturné   |
| 1985 | Charlotte            | Nattvarden Lars Norén                                     | Christian Tomner | Dramaten (urpremiär)     |
| 1985 | Kvinna               | Ei blot til lyst Donya Feuer                              | Donya Feuer      | Dramaten (urpremiär)     |
| 1986 | Ann                  | Sommar Edward Bond                                        | Björn Melander   | Dramaten                 |
| 1986 | Agnes                | Ett drömspel August Strindberg                            | Ingmar Bergman   | Dramaten                 |
| 1988 | Margarita            | Mästaren och Margarita Michail Bulgakov                   | Jurij Ljubimov   | Dramaten                 |
| 1990 | Röst                 | En midsommarnattsdröm William Shakespeare                 | Wilhelm Carlsson | Dramaten                 |
| 1991 | Fröken Julie         | Fröken Julie August Strindberg                            | Ingmar Bergman   | Dramaten                 |
| 2017 | Martha               | Vem är rädd för Virginia Woolf? Edward Albee              | Thommy Berggren  | Kulturhuset Stadsteatern |